# Коморы на Олимпийских играх
Коморы впервые приняли участие в Олимпийских играх в 1996 году и с тех пор участвуют во всех летних Олимпиадах. В зимних Олимпийских играх Коморы никогда не участвовали. Спортсмены этой страны никогда не выигрывали олимпийских медалей.
Национальный олимпийский комитет Комор образован в 1979 году, однако Международным олимпийским комитетом был признан только в 1993 году.

## Таблица медалей

### Летние Олимпийские игры
| Игры                | Спортсменов | Золото | Серебро | Бронза | Всего | Место |
| ------------------- | ----------- | ------ | ------- | ------ | ----- | ----- |
| 1996 Атланта        | 4           | 0      | 0       | 0      | 0     | —     |
| 2000 Сидней         | 2           | 0      | 0       | 0      | 0     | —     |
| 2004 Афины          | 3           | 0      | 0       | 0      | 0     | —     |
| 2008 Пекин          | 3           | 0      | 0       | 0      | 0     | —     |
| 2012 Лондон         | 3           | 0      | 0       | 0      | 0     | —     |
| 2016 Рио-де-Жанейро | 4           | 0      | 0       | 0      | 0     | —     |
| 2020 Токио          | 3           | 0      | 0       | 0      | 0     | —     |
| Всего               | Всего       | 0      | 0       | 0      | 0     |       |